# Stadstekenacademie

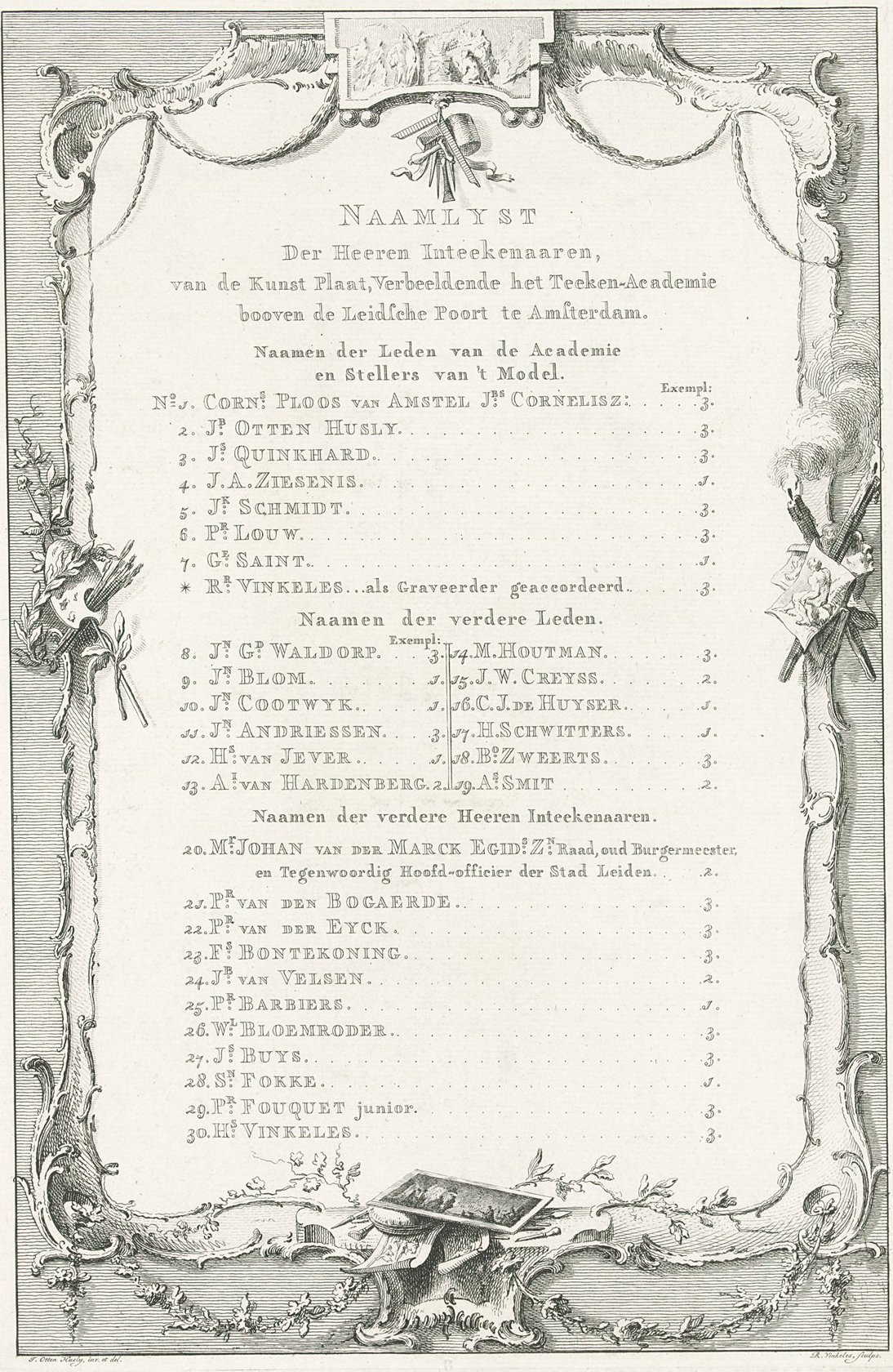
Gravure (1768) des noms des membres de l'Académie entre 1764 et 1767.

La Stadstekenacademie est une académie de beaux-arts du XVIIIe siècle à Amsterdam. Première école de ce type dans cette ville, elle est le précurseur de l'Académie royale (créée en 1822) et de la Rijksakademie (l'actuelle Académie royale des beaux-arts d'Amsterdam, créée en 1870). D'autres villes néerlandaises possédaient déjà une école de ce type.
Des artistes comme Cornelis Apostool, Jan Willem Pieneman et Wouter Johannes van Troostwijk y ont été formés.
L'académie a organisé un concours de dessin annuel, décernant une médaille d'or, d'argent et de bronze.
L'école n'a pas été conçue pour former ses étudiants à devenir des artistes professionnels, mais pour faire entre en contact les jeunes avec l'art dans le cadre de leur éducation. Le programme n'était pas formellement structuré, mais les élèves étaient divisés en trois niveaux.
L'académie désignait un certain nombre de « membres honoraires », qui ne sont pas des artistes mais des personnalités riches et influentes de la société amstellodamoise. Ils payaient notamment le loyer, le matériel et les prix décernés aux lauréats du concours de dessin ; en échange, ces régents pouvaient se prévaloir d'appartenir à l'académie, qu'ils utilisaient comme club social et pour recevoir des invités étrangers pour les impressionner.

## Histoire
L'académie a été fondée en 1718 en tant qu'École de dessin. En 1741, elle est rebaptisée « Académie des Arts » à l'initiative de Jan Maurits Quinkhard. Mais de forts différends les membres, conduisant à la défection de plusieurs d'entre eux. En 1750, l'académie vit un renouveau avec vingt artistes, entourés d'amateurs d'art (collectionneurs, mécènes).
Les bâtiments de l'académie sont situés dans le Leidsepoort, sur une image de Vinkeles de 1764. Elle déménage le 4 décembre 1767 dans l'enceinte de l'hôtel de ville, sur le Dam,,,.
Ce n'est qu'en 1765 que l'organisation se dote d'une structure formelle. À partir de cette année, des personnalités qui ne sont pas des artistes sont également éligibles au poste de directeur. En 1766-1767, l'académie comptait 49 artistes et 25 membres honoraires, ce qui montre que l'académie fonctionnait bien, un an après son officialisation.
L'académie a existé jusqu'en 1822, quand le roi Guillaume Ier fonde l'Académie royale, laquelle est remplacée en 1870 par la Rijksakademie.

## Membres notables

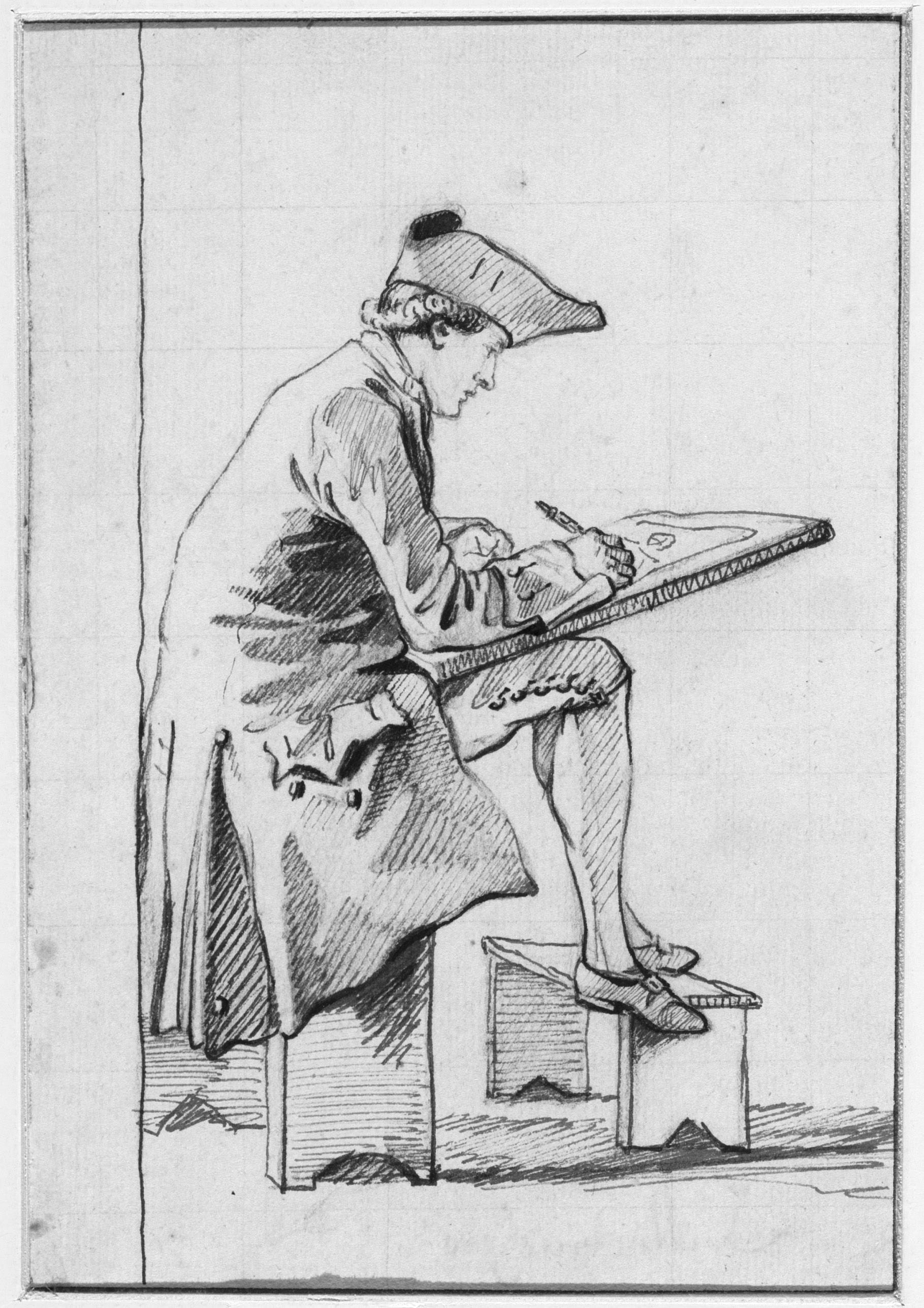
Jurriaen Andriessen dessiné par Reinier Vinkeles au sein de l'Académie, en 1764.

| - Jurriaen Andriessen - Jacobus Buys - Hendrick van Cuychem - Jacob Otten Husly - Jacques Kuyper - Pieter Louw - Hendrik Meijer - Wouda Piera - Cornelis Ploos van Amstel - Jan Maurits Quinkhard - Izaak Riewert Schmidt - Reinier Vinkeles - Jan Wandelaar - Jacob de Wit - Anthonie Ziesenis (nl) | - Cornelis Apostool - Cornelis Borsteegh (nl) - Egbert van Drielst - Jan Bulthuis (en) - Abraham Pietersz. Hulk (nl) - Jan Ekels de Jonge (nl) - Jacques Kuyper - Jan Adriaan Antonie de Lelie - Jacob Maurer - Hermanus Numan (en) - Bernard Picart - Jan Willem Pieneman - Dirk Sluyter - Jacob Smies - Pieter Tanjé - Wouter Johannes van Troostwijk |